# Сэквилл, Анна
Анна Сэквилл, баронесса Дакр (англ. Anne Fiennes, Baroness Dacre; ум. 10 мая 1595) — английская аристократка, в замужестве с Грегори Файнсом носила титул баронессы Дакр.

## Биография
Леди Анна Сэквилл была дочерью сэра Ричарда Сэквилла и его супруги Уинифред Бриджес, дочери сэра Джона Бриджеса.
Вышла замуж за Грегори Файнса, 10-го барона Дакр; у супругов была единственная дочь Элизабет, скончавшаяся в детстве. Об Анне Сэквилл сохранилось упоминание, как о женщине сильного ума, несколько властного и требовательного нрава. После смерти своей матери Анна унаследовала дом в Челси, который раньше принадлежал Томасу Мору.
Переехав в новый дом, супруги прожили в нём до конца жизни; её муж скончался в сентябре 1594 года. Она пережила своего мужа на девять месяцев, скончавшись в мае 1595 года; была похоронена рядом с мужем.